# Хаджиосман (станція метро)
41°8′24″ пн. ш. 29°1′49″ сх. д. / 41.14000° пн. ш. 29.03028° сх. д.
Хаджиосма́н (тур. Hacıosman) — кінцева станція лінії М2 Стамбульського метрополітену. Відкрита 29 квітня 2011.
Розташована під Тараб'я-Баїри авеню на півдні району Сариєр, Стамбул.
Конструкція — трипрогінна станція глибокого закладення з однією острівною платформою
Пересадки — 
- автобуси № 25, 25A, 25S1, 25Y, 29M1, 29M2, 42A, 42HM, 47L, 48D, 59HS, 59RH, 62H, 150, 151, 152, 154, H-8
- Маршрутки: Бешикташ-Сариєр, Зінджирликую-Бахчекьой

|                    | Колія 2                    | до Єнікапи (Дарюшшафака) → |
| острівна платформа |                            |                            |
| Колія 1            | до Єнікапи (Дарюшшафака) → |                            |